# Slag bij Snyder's Bluff
De Slag bij Snyder's Bluff vond plaats tussen 29 april en 1 mei 1863 in Warren County, Mississippi tijdens de Amerikaanse Burgeroorlog. Noordelijke eenheden onder leiding van generaal-majoor William T. Sherman voeren een schijnaanval uit op de Zuidelijke stellingen van Snyder’s Bluff.
Om te verhinderen dat er Zuidelijke versterkingen naar de Grand Gulf zouden gestuurd worden, voerden de Noordelijken een schijnaanval uit op Snyder’s Bluff. In de namiddag van de 29ste april stoomden de 8 kanonneerboten en 10 transportschepen onder leiding van luitenant-commandant K. Randolph Breese op naar de monding van Chickasaw Bayou. Aan boord bevond zich de divisie van generaal-majoor Francis Blair. Op 30 april vielen de schepen de batterij bij Drumgould's Bluff aan. Tijdens de gevechten incasseerde de USS Choctaw meer dan vijftig treffers. Er vielen geen slachtoffers. Rond 18.00u ontscheepten de eenheden zich en rukten op langs de Blake's Levee naar de vijandelijke kanonnen. Toen ze Drumgould's Bluff in het vizier kregen, openden de kanonnen aldaar het vuur op de Noordelijken. De Noordelijke opmars werd stopgezet. Na het invallen van de duisternis scheepten de troepen zich opnieuw in om de nacht veilig door te brengen. De volgende morgen gingen ze opnieuw aan land. Het moerassig terrein en schoten van de vijandelijke batterij verhinderde hen om vooruitgang te boeken. De kanonneerboten openden rond 15.00u opnieuw het vuur ter ondersteuning van de infanterie. Na het invallen van de duisternis werd de aanval gestaakt. Sherman kreeg het bevel om zijn troepen bij Milliken’s Bend aan land te brengen.